# Juan Bossio Collas
Juan Florencio Bossio Collas (Callao, 11 de mayo de 1909-Lima, 11 de febrero de 2006) fue un militar y político peruano. General del Ejército del Perú, del arma de caballería y especializado en inteligencia militar. Fue ministro de Gobierno y Policía del Perú de julio a octubre de 1962, durante el gobierno de la Junta Militar presidido por el general Ricardo Pérez Godoy. Fue el fundador del Servicio de Inteligencia del Ejército e impulsor del Servicio de Inteligencia Nacional (SIN).

## Biografía
Nació en Lima, siendo hijo de Juan de Dios Bossio García e Isabel Collas Polo. En 1929 ingresó a la Escuela Militar de Chorrillos, de donde egresó en 1933 como alférez de caballería. Sirvió en diversos Regimientos de Caballería, en Lima y Tacna.
Ya era capitán cuando fue destacado al Agrupamiento Norte con sede en Piura, formando parte de su Estado Mayor. En el contexto de la guerra contra Ecuador de 1941 fue enviado a una misión en Porotillo, para evacuar los restos del capitán Alfredo Novoa Cava, y de otros caídos en una emboscada. Fue dado de baja al ser acusado de estar involucrado en una sublevación, pero fue readmitido en 1944 al no probarse la acusación.
Completó su formación profesional en la Escuela Superior de Guerra del Ejército. Ya con el grado de teniente coronel, fue director de estudios e instructor en la Escuela de Caballería. Fue también instructor en la Escuela Superior de Guerra del Ejército, donde tuvo como alumnos a los futuros oficiales que conducirían el gobierno militar reformista de los años 1970.
Entre 1950 y 1956 fue agregado militar en la embajada peruana en México. Ascendido a coronel, fue enviado a Bolivia como agregado militar y aéreo. En ambos casos, tuvo la misión de investigar los planes de los grupos extremistas de izquierda que actuaban en dichos países, que se veían como una amenaza continental que pudiera extenderse al Perú. Esta experiencia lo convenció de la importancia de los servicios de inteligencia. Se le encomendó también una misión especial secreta ante el Ejército Argentino (1957-1959).
En 1958, durante el segundo gobierno de Manuel Prado, fue nombrado jefe del segundo departamento de Inteligencia del Estado Mayor General del Ejército. Fue debido a su impulso que se creó el Servicio de Inteligencia del Ejército y la Escuela de Inteligencia del Ejército. Para su organización reclutó a sus antiguos alumnos de la Escuela Superior de Guerra. El objetivo del arma de Inteligencia era contrasubversivo, para contener el potencial accionar de los grupos insurgentes de extrema izquierda que se hallaban dentro del territorio peruano. Todo ello fue el antecedente inmediato del surgimiento del Servicio de Inteligencia Nacional (SIN), fundado en 1961.
Fue ascendido al rango de General de Brigada, por resolución legislativa del Congreso, en febrero de 1960. Pasó a ser comandante general y jefe del Servicio de Inteligencia Nacional.
Fue uno de los perpetradores del golpe de Estado del 18 de julio de 1962, que conllevó a la instalación de una Junta Militar de Gobierno presidida por el general Ricardo Pérez Godoy. En dicho régimen asumió como ministro de Gobierno y Policía, pero duró solo dos meses en dicho cargo, siendo reemplazado por el general Germán Pagador Blondet.
Durante el gobierno militar de los años 1970 fue presidente ejecutivo de Minero-Perú y Hierro-Perú, así como gerente general del diario El Comercio, aunque en este último cargo duró solo dos meses.